# Matayba
Matayba är ett släkte av kinesträdsväxter. Matayba ingår i familjen kinesträdsväxter.

## Dottertaxa tillMatayba, i alfabetisk ordning[1]
- Matayba adenanthera
- Matayba apetala
- Matayba arborescens
- Matayba atropurpurea
- Matayba ayangannensis
- Matayba boliviana
- Matayba camptoneura
- Matayba clavelligera
- Matayba cristae
- Matayba discolor
- Matayba domingensis
- Matayba elaeagnoides
- Matayba elegans
- Matayba floribunda
- Matayba glaberrima
- Matayba grandis
- Matayba guianensis
- Matayba heterophylla
- Matayba inelegans
- Matayba ingifolia
- Matayba intermedia
- Matayba juglandifolia
- Matayba kavanayena
- Matayba kennedyae
- Matayba laevigata
- Matayba leucodictya
- Matayba longipes
- Matayba macrocarpa
- Matayba marginata
- Matayba mexicana
- Matayba mollis
- Matayba obovata
- Matayba opaca
- Matayba pallens
- Matayba paucijuga
- Matayba peruviana
- Matayba ptariana
- Matayba punctata
- Matayba purgans
- Matayba retusa
- Matayba robusta
- Matayba scrobiculata
- Matayba spruceana
- Matayba stenodictya
- Matayba sylvatica
- Matayba talisioides
- Matayba verapazensis
- Matayba yutajensis